# Беттіхер

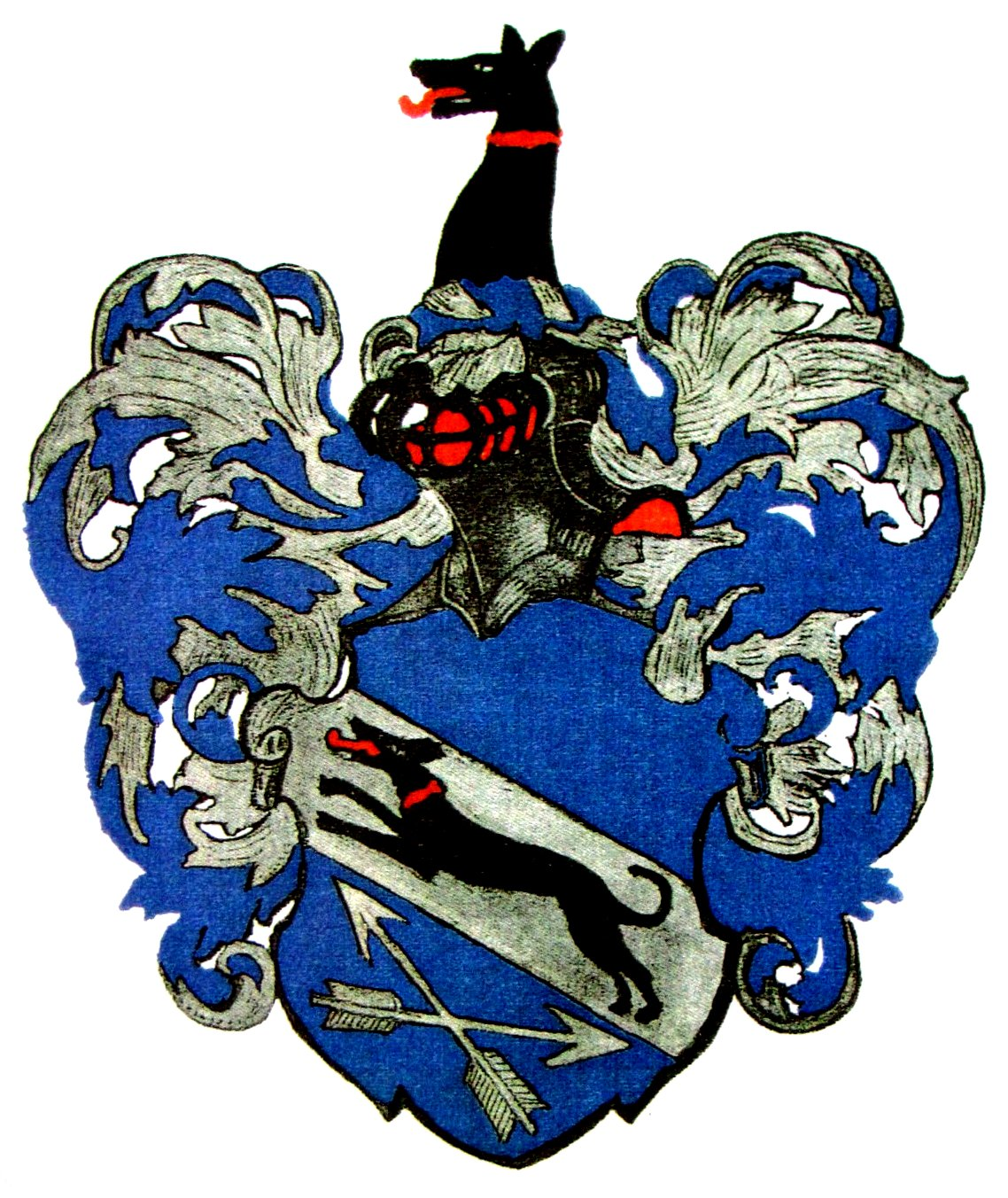
Герб роду Беттіхер.

Беттіхер, Бьоттіхер (нім. Boetticher) — знатний тюринзький рід.

## Відомі представники
- Карл Генріх фон Беттіхер — німецький політик, віцеканцлер Німеччини.

### Курляндська лінія

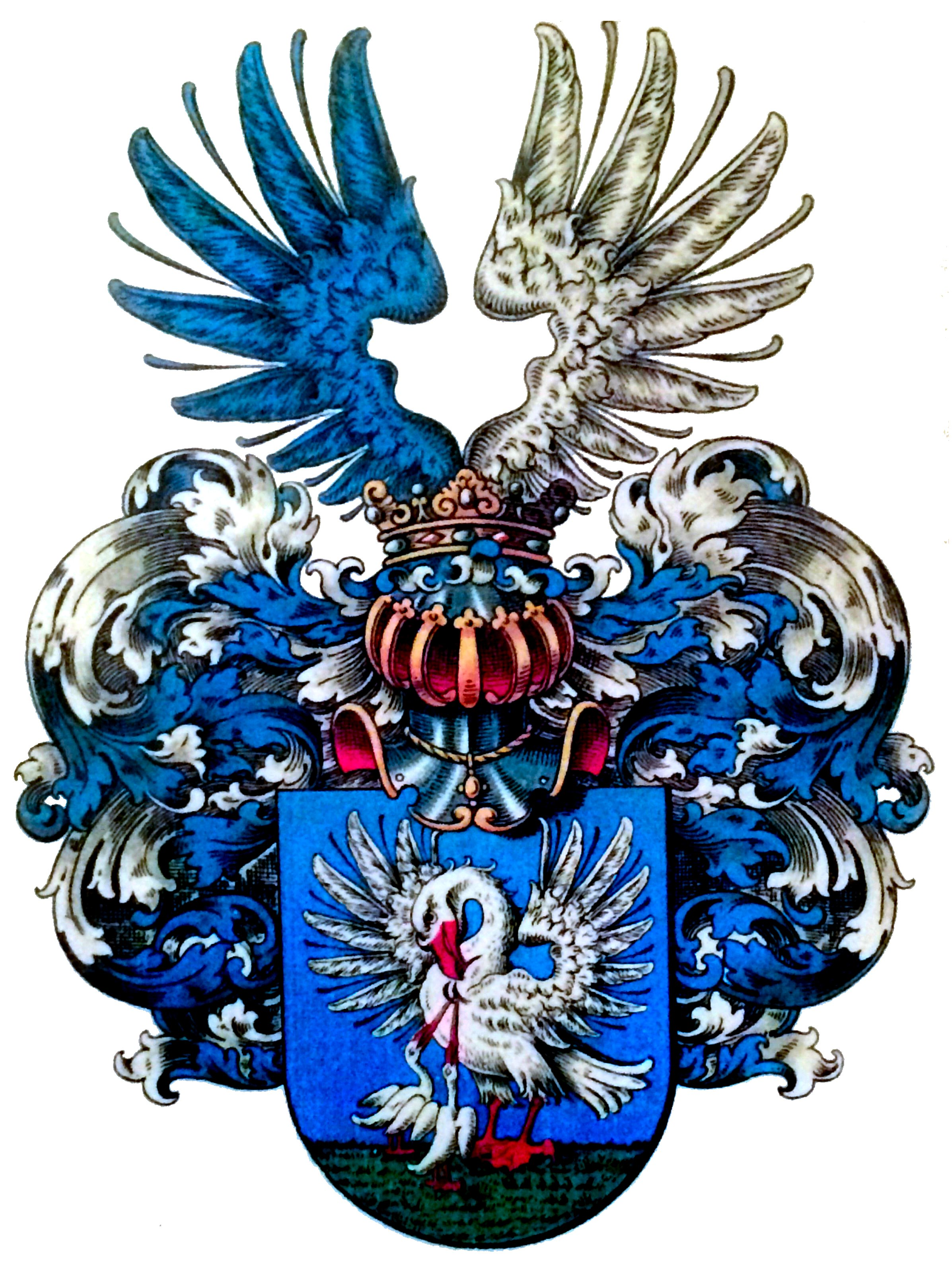
Герб курляндської лінії Беттіхерів.

- Фрідріх фон Беттіхер (Friedrich von Boetticher; 14 жовтня 1881, Геррнгут — 28 вересня 1967, Білефельд) — німецький військовий діяч, генерал артилерії вермахту. Кавалер Лицарського хреста Хреста Воєнних заслуг з мечами.